# Kates Needle
Kates Needle är ett berg på gränsen mellan Alaska, USA, och British Columbia, Kanada. Toppen på Kates Needle är 3 053 meter över havet.
Terrängen runt Kates Needle är huvudsakligen bergig, men åt sydväst är den kuperad. Kates Needle är den högsta punkten i trakten. Trakten runt Kates Needle är nära nog obefolkad, med mindre än två invånare per kvadratkilometer.. Det finns inga samhällen i närheten. 
Trakten runt Kates Needle är permanent täckt av is och snö.